# Abelichnus
Abelichnus es un icnogénero interpretado como una huella de dinosaurio en Argentina.

## Etimología
El nombre del género es en honor al Profesor Roberto Abel, quien fue director del Museo Provincial Carlos Ameghino.

## Descripción
Abelichnus perteneció a un dinosaurio bípedo, de gran tamaño, poseía dedos largos y gruesos con almohadillas, levemente más largas que anchas. El dedo III estaba más desarrollado que los laterales, y presentaba garras. Fue localizada en la sección inferior de la Formación Candeleros, punta norte de la península Nueva, 15 km al este de la localidad de Picún Leufú, provincia de Neuquén, Argentina. La icnoespecie tipo es Abelichnus astigarradae. La etimología de la especie Abelichnus astigarrae es en homenaje al Sr. Santiago Astigarraga, quien fuera descubridor del yacimiento en Picún Leufú. 